# Base de lancement de Sutherland
La base de lancement de Sutherland, également connu sous le nom de Space Hub Sutherland ou UK Vertical Launch (UKVL) Sutherland, est une future base de lancement vertical du Royaume-Uni, prévue pour être la première du pays. Elle sera exploitée par la société aérospatiale Orbex et pourrait employer jusqu'à 40 personnes. Le spatioport accueillera un lanceur appelé Prime, développé par Orbex,. Le site de lancement sera situé sur la péninsule d'A' Mhòine (en) au nord-ouest du village de Tongue, dans le comté de Sutherland, en Écosse. La construction devrait commencer fin 2022, avec un premier lancement avant fin 2023.

## Contexte
L'installation sera construite et exploitée par Orbex pour une durée de 50 ans, avec l'option d'une extension de 25 ans. La base de lancement proposée devrait employer quelque 40 personnes directement et 250 autres emplois soutenus indirectement. La construction des installations sera faite par l'intermédiaire d'un sous-traitant américain, Jacobs, et le terrain où les installations se situeront est cédé par bail par l'agence de développement local, la Highlands and Islands Enterprise (HIE),,,.
D'après la demande de planification soumise, le spatioport accueillera le nouveau lanceur Prime d'Orbex,. L'installation devait initialement être partagée par Orbex et Lockheed Martin, et utiliser potentiellement deux rampes de lancement distinctes, car les deux fusées utilisent des ergols différents, Lockheed Martin prévoyant d'exploiter une variante du lanceur Electron de Rocket Lab. Cependant, la demande de planification finale ne comprend qu'une seule rampe de lancement. En octobre 2020, l'agence spatiale britannique a annoncé que Lockheed Martin avait sélectionné la Base de lancement de SaxaVord pour ses futurs vols (devant finalement être effectués par le RS1 d'ABL Space Systems), tandis qu'Orbex serait le seul utilisateur à Sutherland.

## Historique
Le site proposé a été annoncé pour la première fois en juillet 2018 au Farnborough Air Show et avait pour ambition d'être prêt pour les premiers lancements à partir de 2020,. Le projet s'appelait initialement UK Vertical Launch (UKVL) Sutherland, avec l'agence de développement Highlands and Islands Enterprise (HIE) travaillant en collaboration avec l'Agence spatiale britannique, et deux opérateurs de lancement potentiels, Orbex et Lockheed Martin,. Le coût proposé de la construction du spatioport était de 17,3 millions de £, avec 2,5 millions à fournir par le gouvernement britannique,. Il était prévu que deux rampes de lancement soient nécessaires pour faire face aux différents types d'ergols de lanceurs, à savoir le biopropane pour Orbex et le RP-1 pour le lanceur à ce moment encore non divulgué de Lockheed Martin.
Au départ, le soutien au projet était mitigé parmi les locaux. En novembre 2018, le domaine Melness Crofters a tenu un vote sur l'opportunité de poursuivre les discussions sur la proposition. Vingt-sept votes ont été exprimés pour, dix-huit contre et un bulletin a été rejeté.
Le 31 juillet 2019, HIE a signé un bail pour le site proposé avec le domaine Melness Crofters et en septembre 2019, ils ont entamé une phase de consultation publique formelle, avant la demande officielle d'autorisation de planification, qui a été déposée en décembre 2019. Le permis de construire a été accordé par le Highland Council le 5 août 2020 après que le gouvernement écossais a choisi de ne pas intervenir pour renverser la décision. Le 14 septembre 2021, le tribunal foncier écossais autorise le changement de zonage du terrain où la base de lancement doit se situer. Avec l'approbation du régulateur pour aller de l'avant, la construction devait commencer en 2021 avec la possibilité d'un premier lancement avant la fin de 2022. L'autorisation de planification était pour une seule rampe de lancement et une limite de 12 vols par an.
En juin 2021, à la suite de l'octroi du permis de construire, le milliardaire danois Anders Povlsen, propriétaire de la compagnie Wildland Ltd, qui détient un domaine adjacent au projet, lance une requête en contrôle judiciaire dans le but de renverser la décision d'octroyer un permis à HIE. La requête prétend que le conseil local n'a pas correctement considéré l'impact environnemental de la construction et de l'exploitation d'un spatioport à Shetland. La cour suprême de l'Écosse rejette la requête et tranche en faveur de la poursuite du projet, ajoutant que les arguments avancés par Wildland étaient sans fondement. Povlsen et Wildland signent une entente avec HIE en 2022 afin de travailler conjointement à un développement économique durable de l'industrie aérospatiale dans la région.
En octobre 2020, Lockheed Martin a annoncé qu'il se retirait du partenariat avec la base de lancement de Sutherland et avait modifié ses plans en faveur d'un lancement depuis le base de lancement de SaxaVord sur l'île d'Unst. La raison qui justifie cette décision est liée aux difficultés de n'avoir qu'une seule rampe de lancement et un nombre restreint de dates de lancement. En utilisant le site de lancement des Shetland, qui vise à être spécifiquement conçu pour plusieurs fournisseurs de lancement avec potentiellement trois rampes de lancement et moins de restrictions de lancement, Lockheed Martin espérait éviter un potentiel retard dans la réalisation de ses lancement qui aurait pu résulter de l'utilisation d'une seule rampe de lancement à Sutherland.
En février 2022, Orbex annonce qu'elle a soumis une demande de licence à l'autorité de l'aviation civile britannique pour des vols à partir de Sutherland. La construction de la base de lancement devait débuter en 2022. En date de novembre 2022, le premier lancement était prévu avant la fin de 2023.

## Emplacement
L'emplacement de la péninsule d'A'Mhòine a initialement été considéré avec deux autres emplacements écossais : Unst, Shetland (finalement sélectionné pour une seconde base, celle de SaxaVord) et North Uist, Hébrides extérieures, A'Mhòine étant le seul des trois emplacements situé sur l'île de la Grande-Bretagne. Pour les trois emplacements, leur valeur particulière est d'avoir une côte nord dégagée qui permet aux fusées d'être lancées plein nord sans survoler des zones terrestres habitées sous la trajectoire de vol avant d'atteindre l'orbite terrestre. La trajectoire de vol, orientée vers le nord, peut placer des micro-satellites en orbite polaire et en orbite héliosynchrone. Le site est situé à environ 56 km de l'ancien réacteur de recherche nucléaire de Dounreay, et HIE est à la recherche de 5 millions de livres sterling en subventions pour le déclassement de réacteurs nucléaires afin de compenser la perte d'emplois à Dounreay.
La communauté la plus proche du spatioport est le canton de Talmine, aux côtés de la communauté de Kyle of Tongue, avec une population de 200 habitants,. Le site proposé pour la base se trouve à l'intérieur des 2,464 acres (1 ha) du domaine Melness Crofters, dont 13 acres (5 ha) sera loué à HIE et fermé pour sécuriser les infrastructures du spatioport. Les terres environnantes étant des lieux de pâturage pour les fermiers locaux, ils seront tenus (moyennant une compensation) de retirer leur bétail d'une zone d'exclusion élargie lors des campagnes de lancement. Un permis a été accordé pour réaliser un maximum de 12 lancements par an depuis la base de lancement.

## Opérations de lancement
Le spatioport sera détenu et exploité par Highlands and Islands Enterprise, avec Orbex comme premier opérateur commercial. De plus, en date de 2023, le site de lancement ne sera utilisé que pour lancer des fusées Prime. Utilisant du biopropane, la fusée Prime vise à avoir un impact environnemental nettement inférieur à celui des autres ergols de fusée. Les fusées et leurs moteurs doivent être fabriqués à l'usine de production d'Orbex à Forres, près d'Inverness, en utilisant l'impression 3D. Ils visent la réutilisation du premier étage et la récupération complète de la masse afin qu'aucun matériau de fusée ne subsiste sur terre, en mer ou dans l'espace. Les trois premiers lancements, qui devraient débuter d'ici fin 2023, transporteront des charges utiles jusqu'à 125 kg, pour permettre de tester le lanceur et d'évaluer sa performance à l'aide d'instrumentation supplémentaire. Parmi les six contrats signés par Orbex pour des lancements de satellites figure In-Space Missions, qui a réservé le deuxième vol pour le lancement de leur véhicule spatial Faraday-2b, qui contient lui-même six cubesats ou plus. Lorsqu'il sera pleinement opérationnel, le lanceur Prime devrait avoir une capacité de charge utile de 180 kg.
La base de lancement occupera quelque 13 acres (5 ha) de terrain grâce au bail accordé par le domaine Melness Crofters, formant trois zones clôturées dans la lande de pâturage de 2 464 acres (997 ha) du domaine. Lors des périodes de lancement, les crofters seront tenus, moyennant une indemnisation appropriée, d'évacuer leur bétail d'une zone d'exclusion.
Les trois zones clôturées seront toutes accessibles à partir d'une nouvelle route déviant au nord-ouest de l'A838. Le long de l'entrée du site se trouvera le centre de contrôle des opérations de lancement. L'impact visuel du centre depuis la route sera minimisé, avec un toit végétalisé abritant les installations servant à contrôler les lancements et des fenêtres panoramiques en verre faisant face à la rampe de lancement. Quelque 2 km au nord-ouest se trouve l'ensemble de lancement, comprenant un bâtiment pour l'assemblage des lanceurs et de leurs charges utiles et un parc d'antennes avec des équipements de suivi et de télémétrie par satellite. À environ 500 m au nord de l'ensemble de lancement, relié par un rail d'accès, se trouvera la rampe de lancement, intégrant des installations de stockage et de gestion du biopropane et de l'oxygène liquide.